# Grange de Grandmesnil
La grange de Grandmesnil, est une ancienne grange cistercienne située à Campremy, au nord du département de l'Oise, en région Hauts-de-France en France. Elle se situe au hameau de Grandmesnil, dans une exploitation agricole. Cet édifice fait l’objet d’une inscription au titre des monuments historiques depuis 1988.

## Localisation
L'édifice ne se trouve pas à moins de deux kilomètres des villages les plus proches, Campremy (au nord-ouest) et Wavignies (au sud-est) qui existaient déjà au XIIe siècle. La grange se situe sur le plateau picard, à 144 mètres d'altitude. À l'est à 3 kilomètres, la chaussée Brunehaut, est une ancienne voie romaine importante, nord-ouest - sud-est allant de Saint-Just-en-Chaussée à Breteuil, c'est-à-dire vers Amiens et le Nord. Elle se situe à une vingtaine de kilomètres de l'abbaye de Froidmont.

## Toponymie
Le mot Grandmesnil est évocateur. Mesnil, traduit au Moyen Âge par mansa - maisnil, dérivé de « Manere » qui veut dire demeurer. Ici, Grandmesnil ou Grosmesnil, graphie médiévale, est formé d'une adjectif précédent mesnil et le qualifiant. Sur la même commune est signalé un autre mesnil, Vesnomesnil, dont il ne reste aucune trace. Ainsi, l'implantation de la grange monastique se fait sur un mesnil qualifié déjà anciennement d'« exploitation isolée avec les terres groupées autour des constructions » donc sur un lieu déjà exploité, apparemment considérable. La toponymie révèle le mot Grand-Mesnil, utilisé localement sur les cartes de l'IGN.

## Historique
Relevant de l'abbaye de Froidmont, filiation d'Ourscamp, elle est voisine des granges de Gouy et de Mauregard, de même filiation, alors que la grange de Troussures, située à quelques kilomètres seulement, relève de l'abbaye de Chaâlis, fille de Pontigny quant à elle. La concentration de plusieurs granges ou fermes sur un espace relativement restreint dénote une forte implantation cistercienne dans le secteur, qui pour celui concernant Troussures est lié au défrichement de la forêt de Noirvaux,.

### Les origines
Les vols aériens ont révélé plus au nord, près la terre de « Beaufay » deux villas gallo-romaines, et vers l'ouest, sur les franches terres, une troisième villa. Louis Graves signale qu'il a été retrouvé des médailles d'or et d'argent près de Grandmesnil. Bien qu'on ne connait pas l'étendue du « Territorio de Grandmesnil » constituant la première donation, on peut admettre que la grange s'installe sur des terres déjà exploitées, pour d'autres retournées en taillis ou en friches, pour d'autres encore restées boisées comme en témoigne le lieu-dit les franches terres, à l'ouest indiquant le défrichement. De même pour le bois de Grandmesnil, encore existant aujourd'hui, est constitué de deux parcelles distinctes, dont la séparation est due au défrichement ancien.

### Fondation de la grange et accroissement du domaine
Odon ou Dodon de Grandmesnil, chevalier, seigneur du lieu, donne toute sa terre à l'abbaye de Froidmont en 1142. Les religieux cisterciens y fondent « une grange » ou ferme selon leur procédé typique d'exploitation. Situé à une vingtaine de kilomètres à vol d'oiseau de l'abbaye, Grandmesnil n'échappe pas à la règle générale des donations, qui sont toujours faites dans un rayon de 35 à 40 km autour des monastères (sauf dérogations). Dès 1142, s'ajoutent à la première donation d'Odon de Grandmesnil et de Aymon Fajet, diverses autres donations, s'échelonnant jusqu'en 1256, et accroissant le domaine. Le premier accroissement du domaine, par « totam terram circum - adiacentum territorio de Grosmesnil », en 1150, est suivi par une donation du bois de Vesomesnil en 1179. En 1164, dans la Bulle confirmative des biens de l'abbaye de Froidmont par le pape Alexandre III, Grandmesnil est qualifié de grange grangiam de Grosmesnil cum omnibus pertinentiis. Elle fonctionnait déjà comme une ferme. De nouveaux accroissements de terres eurent lieu de 1181 à 1186. De multiples donations suivirent ensuite : la donation du bois de Grosselve et du Cornillet (1191), de la terre de Beaufay et des terres entre Grandmesnil et la vallée, vers Wavignies, donation de 4 mines de terres en 1197. Durant la première moitié du XIIIe siècle, le domaine ne cesse de s'entendre : donation des terres de Vesomesnil en 1203, de la vallée de Saint-Nicolas en 1205. Cette étendue s'agrandit de nouveau en 1227, 1230 et 1235 par la donation des terres des bois Dame Ermain, du bois Nicholet, du bois Richard, dans la vallée Saint-Nicolas. De 1234 à 1235 suivit la donation du bois Bouvète et des terres adjacentes au domaine. Enfin, la dernière extension du domaine eut lieu entre 1232 et 1236 avec la donation des terres du Mont-Tilloy. Il n'est pas facile de situer avec précision tous les lieux cités dans la nomenclature des donations. Toutefois, certains lieux-dits se sont perpétués sur les cartes actuelles : la terre et le bois de Beaufay, la vallée de Grandmesnil, les terres du Mont-Tilloy, mot déformé en « moutilloy » (143 mètres d'altitude), lié au fond du Tillieux. Le domaine primitif s'est accru de façon considérable en l'espace de cent ans. L'abandon de tous les droits de seigneuries du territoire de la première donation eut lieu en 1256. Lorsque les moines blancs sont exemptés de tous droits de seigneuries sur une partie de leur territoire, l'assimilation aux « franches terres » n'est pas impossible. La diminution des convers entraine une location à bail des fermes. Pour Grandmesnil, le premier bail conservé date de 1492.

### Productions
Un état général des possessions de l'abbaye de Froidmont en 1256, cité par Dom Grenier dans son histoire de Picardie détaille le bétail de la grange de Grandmesnil qui possédait alors 23 chevaux, 5 poulains, 37 vaches, 3 veaux, 680 brebis, 214 agneaux et 180 porcs. De nombreux textes montrent en abondance des droits de pâturage et d'usage dans les bois, les marais et les friches. Lorsqu'en 1186 Foulques du Quesnel donne 4 muids de terres à la grange de Grandmesnil, terres assujetties à une redevance, cette dernière consiste par an en deux muids de blé, deux mines de pois et de fèves, une tunique de même étoffe que celle des moines, et tous les deux ans, une pelisse et un agneau. Cette redevance montre le type de production de la grange. En 1677, à la suite d'un litige entre les religieux de Froidmont, et l'abbé commanditaire Henri II de la Motte-Houdaincourt, un partage des revenus fait apparaître pour Grandmesnil, qui est affermée, une redevance de 130 muids de blé, 1216 livres d'argent, huit mines de pois, 12 livres de cire et 12 chapons,. On retrouve ainsi une même constante dans la production de cette exploitation. En 1790, lorsque la ferme est vendue comme Bien National, le domaine avait une étendue de 700 journaux, c'est-à-dire environ 350 hectares.

## Description

### Grange

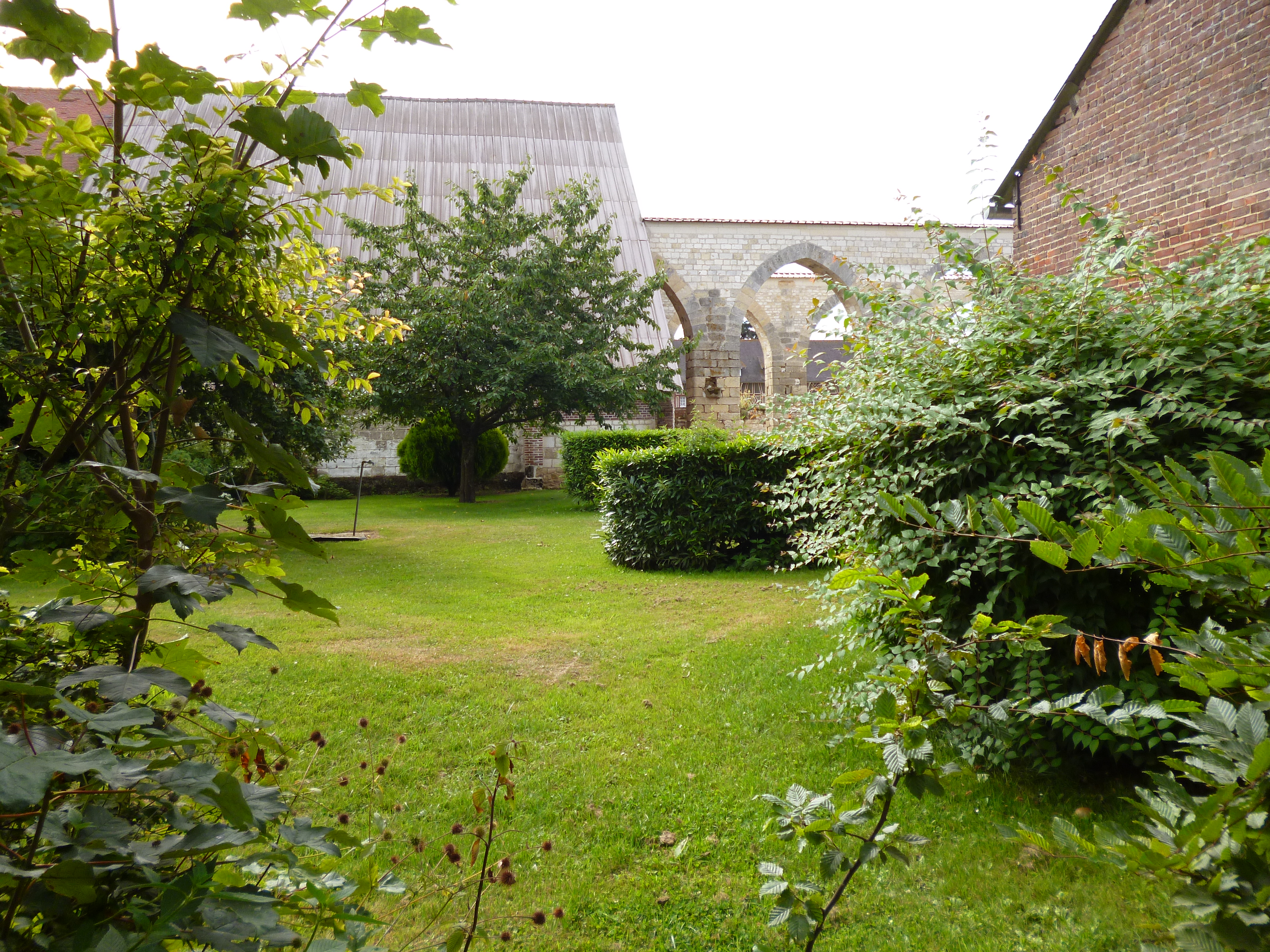
La grange de Grandmesnil.

La grange mesure 56 mètres de long sur 22,50 mètres de large hors œuvre. Elle comprend 3 nefs parallèles de 9 travées, 9 grandes arcades brisées, 2 bas-côtés peu élevés et une grande toiture. Les piliers, jusqu'au départ des arcades, ainsi que le rouleau de ces mêmes arcades, sont formés de pierre d'aspect jaunâtre et résistantes. En revanche, l'intrados (c'est-à-dire l'intérieur de l'arc) et le nu des murs sont en pierre calcaire blanches beaucoup plus gélives et fragiles. L'architecte a su jouer de ces deux matériaux différents de manière décorative, tout en assurant à l'édifice le maximum de solidité. Ainsi, à l'intrados, l'assemblage présente en alternance une assise de pierres jaunes et une assise comportant, incluse au centre, une pierre calcaire. Cet emploi de la pierre calcaire gélive est vraisemblablement lié à une mesure d'économie. Les arcades en tiers-point reposent sur des piliers très soignés, de plan carré, dont les angles sont adoucis. Ils s'élargissent au niveau de la plinthe. Des amortissements décoratifs dans les parties basses assurent la liaison (petit sculpture et léger cavet), et leur donnent un profil original. Ces piliers reposent sur un socle élargi passant à la plus grande dimension par un biseau. Ils n'ont ni chapiteau, ni imposte. Vers les bas-côtés, des consoles sont prévues pour recevoir les poutres. Les murs gouttereaux sont assez bas. C'est une différence avec ceux de Froidmont par exemple. Par ces murs latéraux, la grange s'apparente plus à celle de Troussures. Les ouvertures sont percées au niveau de chacun des bas-côtés, pour permettre la circulation. On peut noter comme un fait assez rare l'ouverture à la fois des bas-côtés. Cette disposition ne se trouve ni à Saint-Lazare (Beauvais), ni à Froidmont (maison mère). Sur le pignon est, mieux conservé, deux baies en plein cintre éclairent et aèrent les combles. La charpente présente un dessin des fermes très particulier qui ne ressemble, par ses assemblages, à aucune charpentes des granges de l'Oise. Un procédé de construction non moins original surmonte les bas-côtés. Le pignon situé à l'est est conservé dans son entier, mais il est en partie obstrué par un bâtiment accolé. Celui de l'ouest est plus remanié, surtout de l'extérieur. À l'intérieur cependant, on se rend bien comte qu'il ne s'agit que d'un placage de briques en façade et en surface, destiné à le consolider. Le mur ancien existe toujours à l'arrière des briques jusqu'au départ de la pointe du pignon.

### Bâtiments annexes
Les murs anciens, appareillés en craie blanche, ceinturent presque toute l'ancienne « grange » (ferme). Une maison du XVIIIe siècle, dont la destination d'origine est inconnue, est tout ce qui reste de diverses constructions utilitaires de l'ancienne ferme. De dimensions modestes, elle ne présente architecturalement rien d'original hormis une date sur le linteau de la porte d'entrée. La chapelle, sans doute du XVe siècle, est un petit bâtiment rectangulaire de pierres blanches en une seule baie, en arc brisé, est dans l'axe du chevet plat. La charpente apparente reposait sur des sablières décorées avec simplicité. L'ensemble, comme la grange était couverte de petite tuiles plates. Elle contenait encore il y a une trentaine d'années une statue de la Vierge, en bois autrefois polychrome. Des caves et des celliers, sous les constructions longeant le chemin vicinal n°6 sont à ajouter aux témoins anciens de la ferme.